# Rufo (cónsul 457)
Flavio Rufo (en latín, Flavius Rufus) fue un político del Imperio romano de Oriente del siglo V, activo durante el reinado del emperador Marciano (r. 450–457). 
No se sabe apenas nada sobre él, excepto que llegó a ser cónsul posterior en 457 junto con el prefecto pretoriano de Oriente, Flavio Constantino. En cuanto a sus sucesores, en el caso de Avito, que asumió el título de cónsul el 1 de enero de 456, como costumbre de los emperadores, que ocupaban el consulado sine collega (sin colega) durante el primer año que accedían al trono; no fue reconocido en el Imperio romano de Oriente, donde estaban los cónsules Flavio Iohannes y Flavio Varane. La falta de reconocimiento mutuo de los cónsules indica que las relaciones entre los dos imperios no fueron completamente cooperantes.